# Tsiganisation Project

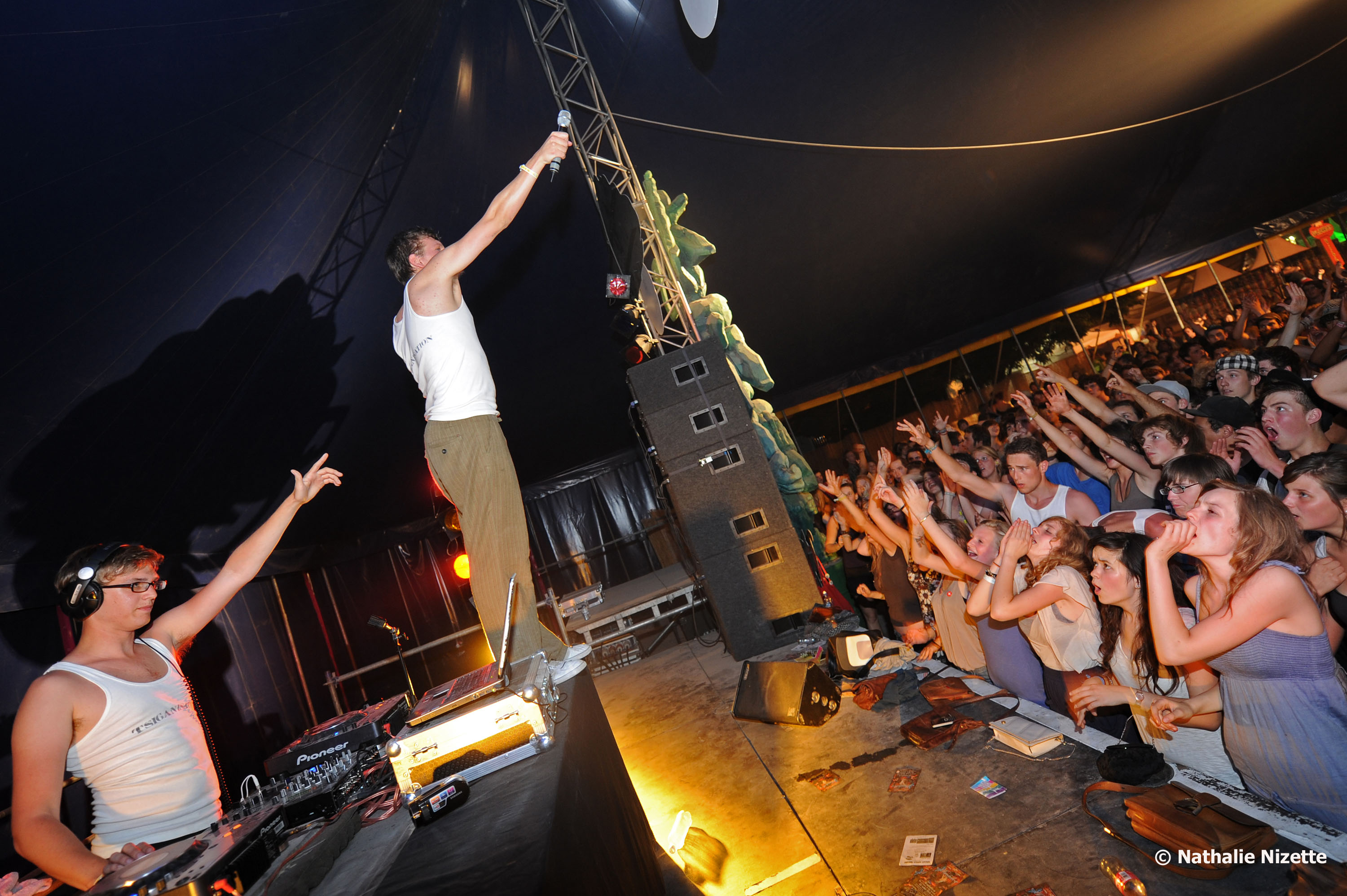
Tsiganisation Project op Couleur Café

Tsiganisation Project is een dj-duo uit Antwerpen, gevormd door Kobe Leestmans (Hove, 23 juni 1990) en Sander Steel (Mortsel, 9 juni 1989). Het duo was actief tussen  16 november 2007 en 1 oktober 2011. 
Het duo draaide muziek in het genre "Mundial Mash-up", waarbij Balkan Beats gecombineerd werden met andere dansbare wereldmuziek zoals cumbia, kuduro, ska, folk en electro. 
Tsiganisation Project kende zijn doorbraak in de zomer van 2010, met optredens op de podia van onder andere Couleur Café, Festival Dranouter, Polé Polé, Mano Mundo en Sfinks festival. Op laatstgenoemd festival sloten zij het hoofdpodium af na Goran Bregović en zijn Weddings and Funerals Orkestra.
Internationale tours bracht hen naar onder meer Schaffhausen, Genève, Nendaz en Zürich (Zwitserland), Düsseldorf en Berlijn (Duitsland), Barcelona en Madrid (Spanje), Londen (Verenigd Koninkrijk), Dublin (Ierland), Zagreb (Kroatië) en Wenen (Oostenrijk).
Opmerkelijk is dat de twee dj's tijdens hun carrière beiden nog studeerden. Ze combineerden hun studentenleven aan de Hogere Zeevaartschool (Steel) en de Karel de Grote-Hogeschool (Leestmans) met het drukke weekendleven van een internationaal dj-duo.
Doordat Leestmans in Oktober 2011 op wereldreis vertrok, betekende dit het einde van Tsiganisation Project. Haar afscheidsfeest op 1 oktober 2011 zorgde voor ophef in zowat alle Vlaamse kranten, omdat nieuwslezer Lieven Verstraete hiervoor een ludiek promo-filmpje opnam in de studio's van Terzake. In 2013 maakte Tsiganisation Project een eenmalige comeback op het Dranouter Festival.